# Petr (rybník)
Petr je vodní plocha nacházející se na severu České republiky ve Frýdlantském výběžku Libereckého kraje. Rybník byl vybudovaný roku 1986 v místech, kde se předtím těžila rašelina. Nádrž leží na nepojmenovaném vodním toku v povodí řeky Smědé. V jihozápadní části nádrže se nachází ostrov. Název rybníka odkazuje na jeho zakladatele, pana Krumphanzela. Dle jiných zdrojů je ovšem rybník pojmenován podle svatého Petra, patrona rybářů.
V polovině srpna 2015 v rybníce během koupání utonul 69letý muž.

## Popis rybníka
Na severním a východním břehu tohoto rybníka se rozprostírá osada Peklo, která je součástí města Raspenavy. Ze západní strany vymezuje vodní plochu Pekelský vrch (487 m n. m.) a z jihovýchodu Dubový vrch (474 m n. m.). Na severní straně rybník ohraničuje přírodní zpevněná hráz o délce přibližně 150 metrů. Vlastní nádrž tvoří pozemek parcelní číslo 3026/2 v katastrálním území Raspenava o výměře 51 254 metrů čtverečních.
Rybník je napájen bezejmenným potokem pramenícím na jeho jižní straně. Za hrází na severní straně nádrže je tento vodní tok levostranným přítokem Pekelského potoka, který se posléze pravostranně vlévá do Smědé. V rybníku Petr je možné koupání, ale jeho voda je zbarvena zbytky nevytěžené rašeliny. Nádrž je též rybářským revírem číslo 441 055/9 spravovaným frýdlantskou místní organizací Českého rybářského svazu.
Východně od hráze roste na břehu rybníka památný strom Filipovy lípy (lípa malolistá, Tilia cordata). Stáří jedince vysokého 29 metrů je odhadováno na sto let. Jeho kmen má obvod 312 centimetrů.

## Turistika
Po východní straně rybníka jsou po silnici číslo III/29014 v souběhu vedeny cyklistické trasy číslo 3006 a 3063.